# Blackbox

Blackbox es un gestor de ventanas

Blackbox es un gestor de ventanas minimalista para sistemas de tipo UNIX, escrito completamente de cero por Brad Hughes bajo el lenguaje de programación C++.
Su principal ventaja son sus bajos requerimientos de hardware, por lo cual es una de las mejores alternativas para sistemas de pocos recursos o de poca memoria (de 1,5 MB a 2 MB de memoria RAM, contra casi 100 MB de KDE o GNOME). 
Es ideal para máquinas de escasos recursos o servidores en los que solo se necesita un entorno gráfico reducido para las operaciones diarias de mantenimiento. A pesar de tan escaso consumo es bastante configurable, ya que admite temas para personalizarlo y algunas opciones para cambiar la apariencia del escritorio.

## Características
- Está escrito bajo el lenguaje de programación C++.
- No está basado en ningún otro gestor de ventanas.
- Posee una interfaz minimalista.
- Permite ejecutar aplicaciones de KDE y GNOME.
- Provee múltiples escritorios virtuales o áreas de trabajo 100% configurables.
- Incluye un menú para iniciar aplicaciones.
- Incluye una galería de temas visuales para personalizar el aspecto.
- Soporta imágenes y gradientes.